# Tân Thạnh, Đồng Tháp
Tân Thạnh là một xã thuộc tỉnh Đồng Tháp, Việt Nam.

## Địa lý
Xã Tân Thạnh có diện tích tự nhiên 59,51 km², dân số năm 2025 là 30.740 người, mật độ dân số 516 người/km².

## Lịch sử
- Quyết định 11-HĐBT[4] ngày 19 tháng 02 năm 1983 của Hội đồng Bộ trưởng, chia xã Tân Thạnh thành hai xã lấy tên là xã Tân Thạnh và xã Phú Lợi.
- Quyết định 13-HĐBT[5] ngày 23 tháng 02 năm 1983 của Hội đồng Bộ trưởng, xã Tân Thạnh thuộc huyện Thanh Bình.

Ngày 16 tháng 6 năm 2025, Ủy ban Thường vụ Quốc hội ban hành Nghị quyết số 1663/NQ-UBTVQH15 về việc sắp xếp các đơn vị hành chính cấp xã của tỉnh Đồng Tháp năm 2025. Theo đó, sắp xếp toàn bộ diện tích tự nhiên, quy mô dân số của xã Phú Lợi và một phần diện tích tự nhiên, quy mô dân số của xã Tân Thạnh (huyện Thanh Bình) thành xã mới có tên gọi là xã Tân Thạnh.
Sau khi sáp nhập, xã Tân Thạnh có 59,51 km² diện tích tự nhiên và dân số 30.740 người.